# Rachel Roberts (actriz)
Rachel Roberts (20 de septiembre de 1927 – 26 de noviembre de 1980) fue una actriz teatral, cinematográfica y televisiva británica, recordada principalmente por sus interpretaciones en las películas de la década de 1960 Saturday Night and Sunday Morning y This Sporting Life. En Australia es más conocida por su papel de Mrs Appleyard en la cinta de Peter Weir Picnic at Hanging Rock.

## Carrera
Nacida en Llanelli, Gales, estudió en la Universidad de Gales y en la Royal Academy of Dramatic Art. Se inició como actriz teatral trabajando con una compañía de repertorio en Swansea en 1950, y debutó en el cine en la comedia Valley of Song (1953), dirigida por Gilbert Gunn.
Su papel de Brenda en la película dirigida por Karel Reisz Saturday Night and Sunday Morning (1960) le valió ganar un Premio BAFTA. Lindsay Anderson la eligió para interpretar a la sufrida Mrs. Hammond en This Sporting Life (1963), trabajo con el que ganó un nuevo BAFTA y una nominación al Premio Oscar. Ambos títulos fueron ejemplos significativos del free cinema británico.
Como actriz teatral actuó en el Royal Court e interpretó el papel del título en el musical de Lionel Bart Maggie May (1964). En el cine siguió encarnando a mujeres con apetitos lujuriosos, como en el caso del film de Lindsay Anderson O Lucky Man! (1973), aunque en la australiana Picnic at Hanging Rock (1975), dirigida por Peter Weir, hizo un papel diferentes, el de una autoritaria profesora en una escuela femenina victoriana.
Tras mudarse a Los Ángeles, California, en los primeros años setenta, actuó con papeles de reparto en diferentes producciones estadounidenses tales como Foul Play (1978). Su último film británico fue Yankis (1979), dirigido por John Schlesinger, interpretación que le valió un BAFTA a la mejor actriz de reparto.
En 1979, Roberts trabajó con Jill Bennett en la producción de London Weekend Television basada en la obra de Alan Bennett The Old Crowd, y dirigida por Lindsay Anderson y Stephen Frears.

## Vida personal
Roberts se casó dos veces. Su primer matrimonio fue con Alan Dobie (1955–1961), y el segundo con Rex Harrison (1962–1971). Ambos acabaron en divorcio. Su alcoholismo y sus depresiones se acentuaron tras el divorcio de Harrison. Hundida tras el segundo divorcio, se mudó a Hollywood en 1975 e intentó olvidar la relación. En 1980 se hizo inútil un último intento de ganarse a Harrison e, impulsiva e insegura, se suicidó tomando una sobredosis de barbitúricos y alcohol en su domicilio en Los Ángeles. El forense informó que la causa de la muerte fue la ingestión de una sustancia cáustica y, posteriormente, una intoxicación aguda por barbitúricos. La actriz tenía 53 años de edad.
Sus restos fueron incinerados en el Crematorio Chapel of the Pines de Los Ángeles. Sus diarios personales fueron la fuente para editar No Bells on Sunday: The Memoirs of Rachel Roberts (1984).
En 1992, las cenizas de Rachel Roberts, junto con las de su vieja amiga Jill Bennett (que en 1990 también se suicidó), fueron esparcidas por su amigo, el director Lindsay Anderson, en el río Támesis a su paso por Londres. El evento se incluyó en un documental autobiográfico del realizador emitido por la BBC y titulado Is That All There Is?.

## Filmografía
| Cine       | Cine                                                                             | Cine                                      | Cine                                |
| Año        | Título                                                                           | Papel                                     | Observaciones                       |
| ---------- | -------------------------------------------------------------------------------- | ----------------------------------------- | ----------------------------------- |
| 1953       | Valley of Song                                                                   | Bessie Lewis                              | Otro título: Men Are Children Twice |
| 1953       | The Limping Man                                                                  | Barmaid                                   |                                     |
| 1954       | The Weak and the Wicked                                                          | Pat, embarazada                           | Otro título: Young and Willing      |
| 1954       | The Crowded Day                                                                  | Maggie                                    | Otro título: Shop Spoiled           |
| 1957       | The Good Companions                                                              | Elsie y Effie Longstaff                   |                                     |
| 1959       | Our Man in Havana, de Carol Reed                                                 | Prostituta                                | No acreditada                       |
| 1960       | Saturday Night and Sunday Morning (Sábado noche, domingo mañana)                 | Brenda                                    |                                     |
| 1961       | Girl on Approval                                                                 | Anne Howland                              |                                     |
| 1963       | This Sporting Life (El ingenuo salvaje)                                          | Mrs. Margaret Hammond                     |                                     |
| 1968       | A Flea in Her Ear                                                                | Suzanne de Castilian                      |                                     |
| 1969       | The Reckoning                                                                    | Joyce Eglington                           | Otro título: A Matter of Honour     |
| 1971       | Doctors' Wives (Hospital, hora cero)                                             | Della Randolph                            |                                     |
| 1971       | Dos hombres contra el Oeste                                                      | Maybell                                   |                                     |
| 1973       | Alpha Beta                                                                       | Nora Elliot                               |                                     |
| 1973       | The Belstone Fox                                                                 | Cathie Smith                              | Otro título: Free Spirit            |
| 1973       | O Lucky Man! (Un hombre de suerte)                                               | Gloria Rowe/Madame Paillard/Mrs. Richards |                                     |
| 1974       | Asesinato en el Orient Express                                                   | Hildegarde Schmidt                        |                                     |
| 1975       | Picnic at Hanging Rock                                                           | Mrs. Appleyard                            |                                     |
| 1978       | Foul Play (Juego peligroso)                                                      | Delia Darrow/Gerda Casswell               |                                     |
| 1979       | Yankis                                                                           | Mrs. Clarrie Moreton                      |                                     |
| 1979       | When a Stranger Calls (Llama un extraño)                                         | Dra. Monk                                 |                                     |
| 1981       | Charlie Chan and the Curse of the Dragon Queen (La maldición de la Reina Dragón) | Mrs. Dangers                              |                                     |
| Televisión |                                                                                  |                                           |                                     |
| Año        | Título                                                                           | Papel                                     | Observaciones                       |
| 1958–1959  | Our Mutual Friend                                                                | Lizzie Hexam                              | Miniserie                           |
| 1960       | On Trial                                                                         | Mrs. Rogerson                             | 1 episodio                          |
| 1960       | BBC Sunday-Night Play                                                            | Mrs. Holyoake                             | 1 episodio                          |
| 1963       | The Eleventh Hour                                                                | Mary Newell                               | 1 episodio                          |
| 1966       | ITV Play of the Week                                                             | Lady Hamilton                             | 1 episodio                          |
| 1966       | Out of the Unknown                                                               | Anna Preston                              | 1 episodio                          |
| 1966       | Blithe Spirit                                                                    | Ruth Condomine                            | Telefilme                           |
| 1969       | Destiny of a Spy                                                                 | Megan Thomas                              | Telefilme                           |
| 1969       | Happy Ever After                                                                 |                                           | 1 episodio                          |
| 1970       | Galería Nocturna                                                                 | Rebecca Brigham                           | 1 episodio                          |
| 1971       | Marcus Welby, M.D.                                                               | Dr. Victoria Thorson                      | 1 episodio                          |
| 1973       | Baffled!                                                                         | Mrs. Farraday                             | Telefilme                           |
| 1974       | Graceless Go I                                                                   |                                           | Telefilme                           |
| 1974       | Play for Today                                                                   | Olwen                                     | 1 episodio                          |
| 1974       | Great Expectations                                                               | Mrs. Gargery                              | Telefilme                           |
| 1976       | Las tribulaciones del Juez Franklin                                              | Mrs. Bonnie McClellen                     | 1 episodio                          |
| 1977       | A Circle of Children                                                             | Helga                                     | Telefilme                           |
| 1979       | Family                                                                           | Angela Brown                              | 1 episodio                          |
| 1979       | The Old Crowd                                                                    | Pauline                                   | Telefilme                           |
| 1979       | 3 by Cheever: The Sorrows of Gin                                                 | Mrs. Henlein                              | Telefilme                           |
| 1980       | The Hostage Tower                                                                | Sonya                                     | Telefilme                           |
| 1982       | The Wall                                                                         | Regina Kowalska                           | Telefilme                           |

## Premios y distinciones
Premios Óscar
| Año  | Categoría    | Película           | Resultado |
| ---- | ------------ | ------------------ | --------- |
| 1964 | Mejor actriz | El ingenuo salvaje | Nominada  |